# 일본국유철도 C11형 증기 기관차
일본국유철도 C11형 증기 기관차는 일본국유철도(JNR)에서 운용한 탱크식 증기 기관차이다.

## 상세
차륜배열 기관차 2-6-4의 탱크식 증기 기관차. 보일러 혹은 2개, 굴둑은 보일러 혹 크기만하며, 데각선 왼쪽 뒤에 작은 가열장치가 장착되어 있다. 물탱크가 완전히 확장되어 있으며, 피스톤은 단순하지 않고 복잡하고, 체인이 있다.
기관실에는 여러가지의 장치와 화력장치가 있으며, 뒸쪽에 있는 석탄칸에서 삽으로 왕창 꺼내어서 화력에 넣을 수 있다. 그리고 양쪽에는 1인용 의자가 설치되어 있으며, 그것으로 상황을 체크하며, 바로 옆에는 노란선으로 이루워져 있는 긴네모의 창문이 있다. 앞창문은 노란선의 네모한 모양이며, 뒷쪽에도 있다.
검은색 보조바퀴가 앞에는 2개, 뒷쪽에는 4개가 장착되어 있다.

## 역사
기존에 생산되었던 일본국유철도 C10형 증기 기관차의 설계를 유용하여 제작된 기관차로, 지선철도용이나 입환기로 주로 사용되었다. 이중 2대는 일제강점기 당시 한반도에 도입되어 사설철도인 조선 경남철도주식회사 노선인 충남선, 경기선에서 운행하였다.

## 보존
총 50대가 보존되었으며, 1(123), 171, 190, 207, 227, 325호기 총 6량은 동태보존되어 운행중이다. 이는 일본의 모든 증기 기관차를 통틀어서 가장 많은 수가 동태보존된 차량이다.

### 동태화
```
* 1호기(123호기): 최근에 복원된 차량으로, 
도부 철도
에서 보유중이다. 
SL 타이쥬
로 운행한다. 원래 1호였는데 도부 철도에서 도입할 당시 회사 창립 123주년이 되었기 때문에 123호로 개칭했다.
```

```
* 171호기: 
JR 홋카이도
에서 보유중이다. 
SL 겨울의습원호
로 매년 1월부터 3월까지 운행한다.
```

```
* 
 190
, 
 227호기
: 
오이가와 철도
에서 보유중이다. 190호기는 '카와네지호'나 '미나미알프스호'로 운행하고, 227호기는 
증기 기관차 토마스
로 도색하여 운행한다. 허나, C11 227가 2022년 3월부터는 만료된 상태라 C11 190호기로 교체되었다.
```

```
* 207호기: 
JR 홋카이도
가 보유하고 있고 
SL 겨울의습원호
로 운행하다가 
도부 철도
가 임차하여 
SL 타이쥬
로 운행중이다.
```

```
* 
325호기
: 우여곡절이 많았다. 
모오카 철도
 소속이었다가 자금난으로 운행을 못하자 
JR 동일본
이 임차해서 굴렸는데, 자금난에 시달린 모오카 철도가 차량을 
도부 철도
에 팔아버렸다. JR 동일본은 임차기간이 끝날 때까지만 운행하고 차량을 도부 철도에 넘겼고 
SL 타이쥬
로 운행하고 있다.
```

### 정태화
6량을 재외하곤 나머지는 모두 정태 보존되고 있다.

### 원래 동태화
C11 312라는 오이가와 철도가 소유하고 있는 현재 가도데역에서 정태보존 중인 증기 기관차다.

## 여담
```
* 325호기는 
신칸센
 E3계 전동차와 경주하여 운행한 기록이 있다. 느리디 느린 증기 기관차를 따라잡느라 같이 굼뱅이가 된 고속철도 열차의 모습이 압권.
```

```
* 
SL 타이쥬
에서 가장 많이 동태보존 중이다.
```

## 테마

### 키칸샤 토마스호
C11 227를 개조하여 만든 기관차가 이었으나, 만료되자 C11 190으로 교체되었다.]

## C10과 비교

### C10
1.전기 용접이 일반화되기 전 설계되어 리벳 조립 구조를 사용했다.
2.리벳 조립 방식으로 인해 중후하고 고전적인 느낌을 준다.
3.1C1 (2-6-2)의 축 배치.
4.지선철도용이나 입환기로 사용되었다.

### C11
1.전기 용접 기술을 활용하여 제작되었다.
2.깔끔하고 후기 모델과 유사한 외관을 가진다.
3.1C2 (1-6-2)의 축 배치로, 선륜과 종륜의 수가 C10형과 다르다.
4.C10형을 기반으로 지선철도용이나 입환기로 사용되었다.